# Benidorm (serie de televisión de España)
Benidorm es una serie de televisión española creada por César Benítez, Fernando Sancristóbal y Jon de la Cuesta para Antena 3 y Atresplayer Premium, y producida por Plano a plano. Está protagonizada por Antonio Pagudo, María Almudéver, Pablo Derqui y Andoni Agirregomezkorta, entre otros.
Esta serie fue producida para su emisión en la cadena principal de Atresmedia, Antena 3; sin embargo, luego se anunció que se preestrenaría de forma exclusiva en Atresplayer Premium el 7 de junio de 2020.

## Historia
En octubre de 2019 se anunció que Atresmedia estaba preparando una nueva serie con los creadores de Allí abajo que tanto éxito había aportado a la cadena. Tras esto se confirmaron los fichajes de Antonio Pagudo y María Almudéver como la pareja protagonista de la serie. Unas semanas después se anunció que Pablo Derqui y Antonio Resines participarían en la serie como personajes regulares. Más tarde se anunció que Gorka Aguinagalde y Andoni Agirregomezkorta también formarían parte del reparto principal.
En una de las entrevistas de la promoción de la primera temporada de la serie Antonio Pagudo anunció que se estaba pensado en líneas argumentales para una segunda temporada.
La serie ha sido íntegramente grabada en espacios naturales en la costa mediterránea en ciudades como Benidorm y Villajoyosa, además de en el municipio de Durango en Vizcaya.
En agosto de 2021 antena 3 dio la sorpresa estrenando la serie en abierto tras más de un año en Atresplayer premium. Se estrenó en la primera cadena de atresmedia el 5 de agosto. Su estreno fue lo más visto de la noche, pero la semana siguiente perdió el liderazgo pasando de tener una media de 1 100 000 espectadores con sus  2 primeros capítulos a 700 000 con los capítulos 3 y 4. La semana siguiente se hundió aún más con 600 000 espectadores de media entre los capítulos 5 y 6. La serie consta de 8 episodios. Cada semana Antena 3 emitía 2 seguidos  por lo que quedaba 1 semana para el final de la primera temporada en abierto, sin embargo los 2 últimos capítulos fueron relegados al late night debido a su baja audiencia. En ese momento Antena 3 se situaba a una décima de liderar el mes de agosto y para conseguirlo decidió retirar la serie de su prime time para que afectase menos a su share. Esa semana la película Sin rodeos ocupó la franja de Benidorm. 

## Sinopsis
Xabier Zurita (Antonio Pagudo) es un notario vasco acostumbrado a la rutina, pero todo cambia cuando recibe una noticia, tiene un tumor en la cabeza que va a acabar con él en menos de tres meses, tras esto decide irse a Benidorm el lugar donde fue feliz en su juventud con la intención de encontrar a su amor perdido María Miranda. Tras llegar conoce Tony (Pablo Derqui) en un bar y se entera de que Xabi tiene tres millones de euros ahorrados, tras esto Tony corre a contarselo a su novia Candy (María Almudéver) con la intención de que ella se haga pasar por María Miranda y así quedarse con el dinero.

## Reparto

### 1ª temporada

#### Reparto principal
- Antonio Pagudo – Xabier María "Xabi" Zurita Murua
- María Almudéver – Cándida "Candy" Moreno Ansensi / María Miranda
- Gorka Aguinagalde – Ander Kortabarría "Korta"
- Andoni Agirregomezkorta – Patxi Zuloaga
- Pablo Derqui – Antonio "Tony"
- Lilian Caro – Begoña "Bego" Kortabarría
- Ton Vieira – Ricky
- Pilar Bergés – Noelia (Episodio 1 - Episodio 5)
- Inma Ochoa – Soledad "Sole" (Episodio 1 - Episodio 3; Episodio 5)
- Chani Martín – Andrés “Surfer” (Episodio 1 - Episodio  4; Episodio 6 - Episodio 8)
- Raquel Ferri – Puri (Episodio 2; Episodio 6 - Episodio 8)

Con la colaboración especial de
- Antonio Resines – Don Joaquín "Ximo" Amat (Episodio 4 - Episodio 8)

#### Reparto episódico
- Rulo Pardo – Policía (Episodio 1)
- Ana Goya – Clienta Notaría (Episodio 1)
- Fernando Moraleda – Doctor (Episodio 1)
- Raquel Pérez – María (Episodio 1)
- Fael García – Tatuador (Episodio 1)
- Erdem Tysydipov – Martínez (Episodio 2)
- Mireia Pérez – Chufa (Episodio 3; Episodio 7)
- Sara Gómez – Prostituta (Episodio 3)
- Luis Jaspe – Osvaldo (Episodio 3; Episodio 6; Episodio 8)
- Itziar Castro – Clienta hotel (Episodio 5)
- Francisco Nortes – Eduardo Ortega (Episodio 8)

## Temporadas y episodios
| Temporada | Temporada | Episodios | Estreno             | Final                | Audiencia media | Audiencia media | Audiencia media |
| Temporada | Temporada | Episodios | Estreno             | Final                | Espectadores    | Cuota           |                 |
| --------- | --------- | --------- | ------------------- | -------------------- | --------------- | --------------- | --------------- |
|           | 1         | 8         | 5 de agosto de 2021 | 26 de agosto de 2021 | 675 000         | 8,5%            |                 |

## Capítulos
| N.º | Título                  | Dirigido por  | Escrito por                                                                                                | Fecha de estreno en Antena 3 | Fecha de preestreno en Atresplayer Premium | Audiencia en Antena 3 |
| --- | ----------------------- | ------------- | --- | ---------------------------- | ------------------------------------------ | --------------------- |
| 1   | «Del tumor al amor»     | Jacobo Martos | María Miranda, José A. Castillo, Fernando Sancristóbal y Jon de la Cuesta                                  | 5 de agosto de 2021          | 7 de junio de 2020                         | 1 311 000 (12,2%)     |
| 2   | «Pelillos a la mar»     | Miguel Conde  | Argumento: Paula López Cuervo, María Miranda y José A. Castillo Diálogos: María Miranda y José A. Castillo | 5 de agosto de 2021          | 14 de junio de 2020                        | 915 000 (11,6%)       |
| 3   | «Corazón de neón»       | Miguel Conde  | Jon Sagalá, Paula López Cuervo, José A. Castillo y María Miranda                                           | 12 de agosto de 2021         | 21 de junio de 2020                        | 915 000 (9,1%)        |
| 4   | «¡Hagamos una locura!»  | Jacobo Martos | Jon Sagalá, Paula López Cuervo, José A. Castillo y María Miranda                                           | 12 de agosto de 2021         | 28 de junio de 2020                        | 587 000 (8,2%)        |
| 5   | «El ninot indultado»    | Jacobo Martos | Jon Sagalá, Paula López Cuervo, José A. Castillo y María Miranda                                           | 19 de agosto de 2021         | 5 de julio de 2020                         | 781 000 (7,4%)        |
| 6   | «Auf wiedersehen»       | Miguel Conde  | Jon Sagalá, Paula López Cuervo, José A. Castillo y María Miranda                                           | 19 de agosto de 2021         | 12 de julio de 2020                        | 480 000 (6,6%)        |
| 7   | «Xabi de ida y vuelta»  | Miguel Conde  | Paula López Cuervo, José A. Castillo y Jon Sagalá                                                          | 27 de agosto de 2021         | 19 de julio de 2020                        | 274 000 (6,8%)        |
| 8   | «La caja de mi secreto» | Jacobo Martos | Paula López Cuervo, María Miranda y Jon Sagalá                                                             | 27 de agosto de 2021         | 26 de julio de 2020                        | 135 000 (5,7%)        |

- Los dos últimos capítulos fueron emitidos en la franja de Late night (00h45) debido a sus bajos datos de audiencia.